# 2011년 한국프로야구 포스트시즌
2011 롯데카드 프로야구 포스트시즌은 10월 8일부터 SK 와이번스와 KIA 타이거즈와의 준 플레이오프를 시작으로 10월 23일까지 진행되었다.

## 준플레이오프

### 출장자 명단

#### SK 와이번스
- 감독 대행 - 이만수
- 코치 - 이철성, 김상진, 김경기, 김태균, 한문연, 조웅천, 정경배
- 투수 - 송은범, 엄정욱, 윤희상, 이재영, 고든, 고효준, 정우람, 김광현, 이승호, 박희수, 정대현, 이영욱
- 포수 - 정상호, 허웅
- 내야수 - 이호준, 김연훈, 박정권, 정근우, 최정, 최윤석, 최동수, 박진만
- 외야수 - 박재상, 김강민, 임훈, 안치용

#### KIA 타이거즈
- 감독 - 조범현
- 코치 - 황병일, 이강철, 백인호, 장재중, 조규제, 히라노 겐, 다카하시 마사히로, 최태원
- 투수 - 서재응, 윤석민, 한기주, 아킬리노 로페즈, 김진우, 임준혁, 양현종, 심동섭, 트레비스 블레이클리, 유동훈, 손영민
- 포수 - 차일목, 이성우
- 내야수 - 최희섭, 이현곤, 박기남, 안치홍, 이범호, 김선빈, 홍재호
- 외야수 - 이종범, 김상현, 김원섭, 나지완, 이용규, 신종길

### 경기 기록
| 일시                                                          | 경기  | 원정팀(선공) | 스코어 | 홈팀(후공)   | 개최 구장             | 개시 시각 | 관중수   | 경기 MVP              |
| ------------------------------------------------------------- | ----- | ------------ | ------ | ------------ | --------------------- | --------- | -------- | --------------------- |
| 10월 8일(토)                                                  | 1차전 | KIA 타이거즈 | 5 - 1  | SK 와이번스  | 인천SSG랜더스필드     | 14시 00분 | 27,600명 | 윤석민 (KIA 타이거즈) |
| 10월 9일(일)                                                  | 2차전 | KIA 타이거즈 | 2 - 3  | SK 와이번스  | 인천SSG랜더스필드     | 14시 00분 | 27,600명 | 이호준 (SK 와이번스)  |
| 10월 11일(화)                                                 | 3차전 | SK 와이번스  | 2 - 0  | KIA 타이거즈 | 광주무등경기장 야구장 | 18시 00분 | 10,482명 | 안치용 (SK 와이번스)  |
| 10월 12일(수)                                                 | 4차전 | SK 와이번스  | 8 - 0  | KIA 타이거즈 | 광주무등경기장 야구장 | 18시 00분 | 8,831명  | 윤희상 (SK 와이번스)  |
| 승리팀 : SK 와이번스, 준플레이오프 MVP : 정근우 (SK 와이번스) |       |              |        |              |                       |           |          |                       |

### 1차전
10월 8일 - 인천SSG랜더스필드
| 팀 | 1 | 2 | 3 | 4 | 5 | 6 | 7 | 8 | 9 | R | H | E | B |
| KIA 타이거즈 ◄ | 0 | 0 | 1 | 0 | 0 | 0 | 0 | 0 | 4 | 5 | 6 | 2 | 7 |
| SK 와이번스 | 0 | 0 | 0 | 0 | 0 | 0 | 0 | 0 | 1 | 1 | 3 | 0 | 3 |
| 승리 투수: 윤석민 패전 투수: 김광현 세이브: 없음 홀드: 없음 홈런: KIA – 차일목 (엄정욱 상대로 9회 4점) SK – 최동수 (윤석민 상대로 9회 1점) |   |   |   |   |   |   |   |   |   |   |   |   |   |

- 시구 : 김원형 (SK 와이번스 은퇴 예정 선수)
- 1차전 MVP: KIA 윤석민 - 9이닝 3피안타 4탈삼진 1실점
- KIA 윤석민 역대 포스트 시즌 통산 41번째 완투승 (준 플레이오프 통산 5번째 완투승)
- KIA 차일목 역대 포스트 시즌 통산 10호 만루 홈런
- SK 최동수 역대 포스트 시즌 최고령 홈런: 만 40세 27일 (종전기록: 삼성 양준혁 - 39세 4개월 15일, 2008년 준 플레이오프 3차전)

2009년 한국시리즈의 리턴매치로 관심을 모은 가운데 1차전 선발로 SK는 김광현이, KIA는 윤석민이 각각 등판하였다.
기선은 KIA가 먼저 잡았다. 3회초에 차일목이 유격수 앞 내야 안타로 출루한 후 박기남의 투수 땅볼, 이용규의 볼넷, 김선빈 타석에서 상대 투수의 폭투로 만든 1사 2,3루 상황에서 김선빈이 우익수 희생 플라이를 기록하였고, 이때 3루 주자가 홈인하여 1점을 먼저 얻으며 1-0으로 앞서 나갔다. 이후 경기는 투수전으로 전개되었고 양팀이 이렇다 할 찬스를 갖지 못한 채 경기가 진행되었으나, 9회초  이범호의 볼넷, 나지완의 내야 안타, 안치홍의 볼넷으로 맞이한 1사 만루의 기회에서 최희섭이 범타를 기록하였지만  다음 타자 차일목이 SK 엄정욱의 공을 왼쪽 담장을 넘어가는 만루 홈런(비거리 110m)으로 연결시키며 승기를 잡았다.
이어진 9회말에서 SK는 대타 최동수가 왼쪽 담장을 넘어가는 1점 홈런(비거리 120m)을 기록하며 1점을 만회하였다. 이후 정근우와 박재상이 각각 2루수 실책과 볼넷을 얻어 맞이한 무사 1,2루 상황을 득점으로 연결시키지 못하여 경기는 그대로 끝났다.
KIA 윤석민은 9회까지 완투하며 SK 타선을 상대로 3안타 1실점으로 호투하여 승리에 기여하였다. SK는 김광현이 4와 ⅔이닝 동안 1실점을 기록하였지만, 7회말에 선두 타자 박재상의 우익수 앞 안타 이후 최정의 어이없는 더블 플레이로 절호의 기회를 놓친 것이 뼈아팠다.

### 2차전
10월 9일 - 인천SSG랜더스필드
| 팀 | 1 | 2 | 3 | 4 | 5 | 6 | 7 | 8 | 9 | 10 | 11 | R | H | E | B |
| KIA 타이거즈 | 1 | 0 | 0 | 0 | 1 | 0 | 0 | 0 | 0 | 0  | 0  | 2 | 8 | 0 | 2 |
| SK 와이번스 ◄ | 0 | 0 | 0 | 0 | 1 | 0 | 1 | 0 | 0 | 0  | 1  | 3 | 9 | 0 | 9 |
| 승리 투수: 정우람 패전 투수: 한기주 세이브: 없음 홀드: 없음 홈런: KIA – 최희섭 (송은범 상대로 5회 1점) SK – 안치용 (아킬리노 로페즈 상대로 7회 1점) |   |   |   |   |   |   |   |   |   |    |    |   |   |   |   |

- 2차전 MVP: SK 이호준 - 3타수 1안타 1타점
- SK 이호준 역대 포스트 시즌 통산 19번째 끝내기 안타 (준 플레이오프 통산 역대 4번째, SK 소속으로는 최초)
- SK 정근우 준플레이오프 한 경기 최다 안타 타이 기록: 5타수 4안타

2차전 선발로 SK는 송은범이, KIA는 아킬리노 로페즈가 각각 등판하였다.
2차전에도 기선은 KIA가 먼저 잡았다. 1회초에 이용규의 중견수 앞 안타로 출루 후 도루로 만든 2사 2루 상황에서 나지완의 우익수 앞 안타로 2루 주자가 홈인하여 1점을 먼저 얻은 이후, 5회초 최희섭이 송은범의 공을 왼쪽 담장을 넘어가는 솔로 홈런(비거리 110m)을 기록하며 2-0으로 앞서 나갔다.
이어진 5회말에서 SK는 정근우의 좌익수 앞 2루타 이후 박재상의 적시 3루타로 1점을 바로 만회하였다. 이후 7회말 대타로 들어선 안치용이 아킬리노 로페즈의 공을 왼쪽 담장을 넘어가는 솔로 홈런(비거리 125m)을 기록하며 승부를 원점으로 돌렸다.
이후 양팀은 9회까지 승부를 짓지 못하여 연장전으로 돌입하며 접전을 펼쳤으나 11회말 SK의 공격에서 안치용의 볼넷과 정근우의 좌익수 앞 안타, 박정권의 고의 4구로 맞이한 2사 만루 상황에서 타석에 들어선 이호준의 중견수 앞 끝내기 안타로 SK가 1차전의 패배를 만회하며 시리즈는 원점이 되었다.

### 3차전
10월 11일 - 광주무등경기장 야구장
| 팀                                                                                     | 1 | 2 | 3 | 4 | 5 | 6 | 7 | 8 | 9 | R | H | E | B |
| SK 와이번스 ◄                                                                          | 0 | 0 | 0 | 0 | 0 | 2 | 0 | 0 | 0 | 2 | 7 | 1 | 4 |
| KIA 타이거즈                                                                           | 0 | 0 | 0 | 0 | 0 | 0 | 0 | 0 | 0 | 0 | 4 | 0 | 2 |
| 승리 투수: 브라이언 고든 패전 투수: 서재응 세이브: 엄정욱 홀드: 박희수, 정대현, 정우람 |   |   |   |   |   |   |   |   |   |   |   |   |   |

- 시구 : 이수정 (레이싱 모델/방송인)
- 3차전 MVP: SK 안치용 - 4타수 2안타 2타점
- SK 최정 포스트 시즌 역대 한 경기 최다 사구 타이 기록: 2개

3차전 선발로 SK는 브라이언 고든이, KIA는 서재응이 각각 등판하였다.
SK는 2회초에 박정권과 안치용의 연속 안타로 만든 무사 1,3루 상황에서 박진만의 3루 땅볼에 3루 주자 박정권이 태그 아웃된 후 이어진 타자들이 범타로 물러났고, KIA도 2회말 최희섭의 포수 실책과 김상현의 볼넷으로 만든 무사 1, 2루 상황에서 안치홍의 번트가 병살 처리되었다. 이후 양팀은 5회까지 득점 없이 팽팽한 투수전으로 전개하였다.
SK는 6회초에 선두 타자 정근우의 내야 안타, 최정의 몸에 맞는 볼, 박정권의 볼넷으로 만든 1사 만루 상황에서 다음 타자 안치용이 유동훈의 5구를 받아쳐 2타점 중전 적시타를 기록하였고 이것이 결승타가 되었다. 이후 SK는 6회말부터 박희수, 정대현, 정우람, 엄정욱을 차례로 등판시키며 3차전을 가져갔다.
SK 브라이언 고든이 5 ⅓ 이닝 동안 2피안타 무실점으로 호투하여 승리에 기여하였다. 반면 KIA는 서재응이 5 ⅓ 이닝 동안 5피안타의 호투를 기록했지만 구원 등판한 유동훈이 안치용에게 2타점 적시타를 내주며 자책점 2점을 기록, 패전 투수가 되었다.

### 4차전
10월 12일 - 광주무등경기장 야구장
| 팀                                                          | 1 | 2 | 3 | 4 | 5 | 6 | 7 | 8 | 9 | R | H  | E | B |
| SK 와이번스 ◄                                               | 0 | 0 | 3 | 0 | 2 | 1 | 0 | 2 | 0 | 8 | 13 | 1 | 8 |
| KIA 타이거즈                                                | 0 | 0 | 0 | 0 | 0 | 0 | 0 | 0 | 0 | 0 | 6  | 0 | 3 |
| 승리 투수: 윤희상 패전 투수: 윤석민 세이브: 없음 홀드: 없음 |   |   |   |   |   |   |   |   |   |   |    |   |   |

- 시구 : 박준형 (개그맨)
- 4차전 MVP: SK 윤희상 - 6 ⅔이닝 6피안타 4탈삼진 무실점
- 준 플레이오프 MVP : SK 정근우 - 타율 0.529, 17타수 9안타, 6득점, 3도루
- SK 박정권 포스트 시즌 통산 연속 출루 신기록: 11타석 연속 출루
- KIA 포스트 시즌 통산 세 번째 2경기 연속 무득점[1]
- KIA 이종범 포스트시즌 최고령 타자 출전기록 경신: 만 41세 1개월 27일

4차전 선발로 SK는 윤희상이, KIA는 윤석민이 각각 등판하였다.
SK는 3회초에 정근우의 안타와 박재상의 볼넷으로 만든 1사 1,2루 상황에서 최정의 2타점 적시 2루타와 이어진 박정권의 1타점 적시 2루타로 3점을 먼저 얻었고, 5회초에도 정근우의 볼넷, 박재상의 2루타로 만든 무사 2,3루에서 최정의 1타점 적시타와 박정권의 2루 땅볼로 2점을 추가하며 5-0으로 스코어를 벌렸다.
6회초에도 SK는 정근우가 안타로 출루 후 도루로 만든 2사 2루 상황에서 박재상의 1타점 적시타로 점수를 추가하였고, 8회초 무사 만루 상황에서 최정의 1타점 희생 플라이, 임훈의 1타점 적시타를 기록하며 스코어를 8-0으로 달아나며 승리를 확정지었다.
SK의 윤희상은 데뷔 후 처음 선발 출전하여 6 ⅔이닝 6피안타 4탈삼진 무실점으로 승리 투수가 되며 4차전 MVP로 선정되었다. 준 플레이오프 MVP로는 SK 정근우가 기자단 득표 23표를 얻으며 선정되었다.
이 경기에서 박정권은 포스트시즌 11연타석 출루에 성공하며 한국 프로 야구 포스트시즌 사상 최다 연타석 출루 기록을 달성하였다.

## 플레이오프

### 출장자 명단

#### 롯데 자이언츠
- 감독 : 양승호
- 코치 : 윤학길, 김무관, 공필성, 박계원, 가득염, 조원우, 최기문, 주형광
- 투수 : 장원준, 송승준, 라이언 사도스키, 고원준, 크리스 부첵, 임경완, 김사율, 강영식, 이재곤, 이명우, 이용훈
- 포수 : 강민호, 장성우
- 내야수 : 이대호, 박종윤, 조성환, 손용석, 문규현, 양종민, 황재균
- 외야수 : 김주찬, 전준우, 손아섭, 황성용, 홍성흔, 이인구

#### SK 와이번스
- 감독 대행 - 이만수
- 코치 - 이철성, 김상진, 김경기, 김태균, 한문연, 조웅천, 정경배
- 투수 - 송은범, 엄정욱, 윤희상, 이재영, 브라이언 고든, 고효준, 정우람, 김광현, 이승호, 박희수, 정대현, 이영욱
- 포수 - 정상호, 허웅
- 내야수 - 이호준, 김연훈, 박정권, 정근우, 최정, 최윤석, 최동수, 박진만
- 외야수 - 박재상, 김강민, 임훈, 안치용

### 경기 기록
| 일시                                                        | 경기  | 원정팀(선공)  | 스코어 | 홈팀(후공)    | 개최 구장         | 개시 시각 | 관중수   | 경기 MVP               |
| ----------------------------------------------------------- | ----- | ------------- | ------ | ------------- | ----------------- | --------- | -------- | ---------------------- |
| 10월 16일(일)                                               | 1차전 | SK 와이번스   | 7 - 6  | 롯데 자이언츠 | 사직야구장        | 14시 00분 | 28,500명 | 정상호 (SK 와이번스)   |
| 10월 17일(월)                                               | 2차전 | SK 와이번스   | 1 - 4  | 롯데 자이언츠 | 사직야구장        | 18시 00분 | 28,500명 | 전준우 (롯데 자이언츠) |
| 10월 19일(수)                                               | 3차전 | 롯데 자이언츠 | 0 - 3  | SK 와이번스   | 인천SSG랜더스필드 | 18시 00분 | 27,600명 | 송은범 (SK 와이번스)   |
| 10월 20일(목)                                               | 4차전 | 롯데 자이언츠 | 2 - 0  | SK 와이번스   | 인천SSG랜더스필드 | 18시 00분 | 27,600명 | 장원준 (롯데 자이언츠) |
| 10월 23일(일)                                               | 5차전 | SK 와이번스   | 8 - 4  | 롯데 자이언츠 | 사직야구장        | 14시 00분 | 28,500명 | 박정권 (SK 와이번스)   |
| 승리팀 : SK 와이번스, 플레이오프 MVP : 박정권 (SK 와이번스) |       |               |        |               |                   |           |          |                        |

### 1차전
10월 16일 - 사직야구장
| 팀 | 1 | 2 | 3 | 4 | 5 | 6 | 7 | 8 | 9 | 10 | R | H  | E | B |
| SK 와이번스 ◄ | 0 | 0 | 0 | 3 | 0 | 1 | 2 | 0 | 0 | 1  | 7 | 15 | 2 | 4 |
| 롯데 자이언츠 | 1 | 2 | 0 | 1 | 0 | 0 | 1 | 1 | 0 | 0  | 6 | 16 | 0 | 6 |
| 승리 투수: 정우람 패전 투수: 크리스 부첵 홈런: SK – 박정권 (장원준 상대로 4회 1점), 안치용 (고원준 상대로 7회 2점), 정상호 (크리스 부첵 상대로 10회 1점) 롯데 – 김주찬 (김광현 상대로 1회 1점) |   |   |   |   |   |   |   |   |   |    |   |    |   |   |

- 시구 : 배우 김선아 / 시타 : 배우 김주혁 (영화 '투혼' 주연)
- 1차전 MVP: SK 정상호 - 4타수 2안타 1타점 1홈런
- 롯데 김주찬 역대 포스트 시즌 통산 7번째 선두타자 홈런 (플레이오프 통산 4호 홈런)
- 롯데 포스트 시즌 홈경기 12연패

1차전 선발로 롯데는 장원준이, SK는 김광현이 각각 등판하였다.
롯데는 1회말 선두 타자 김주찬이 김광현을 상대로 왼쪽 담장을 넘어가는 솔로 홈런(비거리 115m)을 기록하며 선취점을 올렸고, 2회말에는 조성환의 안타와 문규현의 희생 번트로 만든 2사 2루 상황에서 김주찬의 중전 적시타로 추가점을 냈고, 이어진 김주찬의 도루로 다시 2사 2루 상황에서 손아섭의 적시타로 점수를 3-0으로 벌렸다.
반격에 나선 SK는 4회초 박정권이 장원준을 상대로 오른쪽 담장을 넘어가는 솔로 홈런(비거리 120m)을 시작으로 안치용, 김강민의 연속 안타와 정상호의 볼넷으로 만든 1사 만루 상황에서 박진만의 1타점 희생 플라이, 정근우의 1타점 적시타로 승부를 원점으로 만들었다.
롯데 또한 이어진 4회말에서 문규현의 볼넷과 손아섭의 안타로 만든 2사 1,2루 상황에서 전준우의 적시타로 4-3로 다시 앞서나갔고, SK 또한 6회초에서 김강민의 2루타와 박진만의 적시타로 4-4로 다시 동점을 만든 가운데 7회초 이호준의 볼넷 후 안치용이 고원준의 초구를 받아쳐 왼쪽 담장을 넘어가는 투런 홈런(비거리 110m)으로 연결시키며 경기를 6-4로 역전시켰다.
롯데는 7회말에서도 홍성흔의 안타와 강민호의 볼넷, 그리고 황재균의 희생 번트로 만든 1사 2,3루 상황에서 조성환의 2루 땅볼로 1점을 만회하였고, 이어진 8회말에 전준우의 안타와 도루로 만든 2사 2루 상황에서 이대호의 적시타로 6-6 동점을 만들었다.
승부는 연장 10회초에서 결정되었다. SK 정상호가 크리스 부첵의 공을 걷어올려 왼쪽 담장을 넘기는 솔로 홈런(비거리 105m)으로 만들면서 SK가 7-6으로 다시 앞서 나갔고 SK는 이어진 롯데의 10회말 공격을 무실점으로 막아내며 승부를 매듭지였다.
롯데는 9회말에 황재균의 2루타와 조성환의 안타, 그리고 김주찬의 고의 4구로 만든 1사 만루 상황에서 손아섭의 타구가 병살타가 되면서 경기를 끝내지 못한 것이 뼈아팠다.

### 2차전
10월 17일 - 사직야구장
| 팀 | 1 | 2 | 3 | 4 | 5 | 6 | 7 | 8 | 9 | R | H | E | B |
| SK 와이번스 | 0 | 0 | 0 | 0 | 0 | 0 | 1 | 0 | 0 | 1 | 6 | 1 | 3 |
| 롯데 자이언츠 ◄ | 0 | 0 | 0 | 0 | 0 | 3 | 0 | 1 | X | 4 | 9 | 0 | 1 |
| 승리 투수: 송승준 패전 투수: 브라이언 고든 세이브: 김사율 홀드: 임경완, 이명우 홈런: 롯데 – 전준우 (브라이언 고든 상대로 6회 2점), 강민호 (이승호 상대로 8회 1점) |   |   |   |   |   |   |   |   |   |   |   |   |   |

- 2차전 MVP: 롯데 전준우 - 4타수 2안타 2타점 1홈런
- 롯데 포스트 시즌 홈 경기 12연패 마감
- 롯데 홍성흔 개인 통산 플레이오프 최다안타 타이: 37안타
- SK 박정권 포스트시즌 연속 타점 타이기록: 7경기

2차전 선발로 롯데는 송승준이, SK는 브라이언 고든이 각각 등판하였다.
2차전은 팽팽한 투수전으로 전개되었다. 5회까지 롯데 선발 송승준은 3안타 1볼넷 6삼진 무실점의 호투를 보여주었고, SK 선발 브라이언 고든도 1안타 1볼넷 2삼진 무실점의 호투를 보여주었다.
그러나 6회말 롯데는 1사 후 손아섭의 행운의 내야 안타에 이어 전준우가 고든의 3구를 받아쳐 좌중간 담장을 넘기는 투런 홈런(비거리 120m)을 기록하며 앞서나갔고, 이어진 홍성흔의 안타 후 도루로 만든 2사 2루 상황에서 강민호가 1타점 적시타를 기록하며, 3-0으로 앞서나갔다.
SK는 이어진 7회초 공격에서 최정의 내야 안타와 이호준의 볼넷으로 만든 무사 1,2루 상황에서 박정권의 1타점 적시타를 기록하며 3-1로 1점을 만회하였다. 하지만 후속타 불발로 더 이상의 점수를 추가하지는 못하였다.
이후 롯데는 8회말 강민호가 이승호를 상대로 좌측 담장을 넘기는 솔로 홈런(비거리 115m)을 터트리며 승부에 쐐기를 박았다. 이로써 승부는 원점이 되었다. 아울러 롯데는 1999년 플레이오프 대 삼성전 5차전 승리 후 4378일 만에 포스트시즌 홈경기에서 승리하였다.

### 3차전
10월 19일 - 인천SSG랜더스필드
| 팀                                                                       | 1 | 2 | 3 | 4 | 5 | 6 | 7 | 8 | 9 | R | H | E | B |
| 롯데 자이언츠                                                            | 0 | 0 | 0 | 0 | 0 | 0 | 0 | 0 | 0 | 0 | 4 | 0 | 6 |
| SK 와이번스 ◄                                                            | 0 | 0 | 0 | 1 | 0 | 0 | 0 | 2 | X | 3 | 6 | 0 | 7 |
| 승리 투수: 송은범 패전 투수: 라이언 사도스키 세이브: 정대현 홀드: 박희수 |   |   |   |   |   |   |   |   |   |   |   |   |   |

- 시구 : 배우 박민영
- 3차전 MVP: SK 송은범 - 6이닝 3피안타 4탈삼진 무실점

3차전 선발로 롯데는 라이언 사도스키가, SK는 송은범이 각각 등판하였다.
양팀은 3회까지 무득점으로 팽팽히 맞섰다. 하지만 SK는 4회말에 최정의 볼넷과 박정권의 내야 안타로 만든 2사 1,3루 상황에서 최동수의 적시타로 먼저 1점을 얻었다.
다시 두 팀의 경기는 팽팽한 투수전으로 이어졌다. 하지만 SK가 8회말에 최정의 몸에 맞는 볼과 박정권의 안타, 그리고 안치용의 볼넷으로 만든 2사 만루에서 김강민의 2타점 적시타로 승부를 결정지었다.
롯데는 1회초 전준우의 내야 안타, 이대호와 홍성흔의 볼넷으로 만든 무사 만루에서 강민호가 범타로 물러났고, 2회초에도 황재균의 안타와 김주찬의 몸에 맞는 볼로 만든 2사 1,2루 상황에서도 손아섭이 범타로 물러났다. 3회초에도 이대호의 안타와 강민호의 몸에 맞는 볼로 2사 1,2루 상황에서 황재균이 범타로 물러나는 등 승운이 따르지 않았다.

### 4차전
10월 20일 - 인천SSG랜더스필드
| 팀 | 1 | 2 | 3 | 4 | 5 | 6 | 7 | 8 | 9 | R | H | E | B |
| 롯데 자이언츠 ◄                                                                                             | 0 | 0 | 0 | 0 | 1 | 1 | 0 | 0 | 0 | 2 | 9 | 0 | 2 |
| SK 와이번스                                                                                                 | 0 | 0 | 0 | 0 | 0 | 0 | 0 | 0 | 0 | 0 | 4 | 0 | 4 |
| 승리 투수: 장원준 패전 투수: 윤희상 세이브: 김사율 홀드: 임경완 홈런: 롯데 – 이대호 (이영욱 상대로 6회 1점) |   |   |   |   |   |   |   |   |   |   |   |   |   |

- 시구 : 김석산 (SK 와이번스 팬/암 투병 중)
- 4차전 MVP: 롯데 장원준 - 4이닝 1피안타 5탈삼진 무실점
- 롯데 홍성흔 역대 포스트 시즌 한 경기 최다 안타 타이 기록: 81안타

4차전 선발로 롯데는 크리스 부첵이, SK는 윤희상이 각각 등판하였다.
3회까지 양팀 선발 투수들의 팽팽한 투수전으로 진행되던 4회말 1사 후 크리스 부첵이 최정에게 볼넷을 허용하자 롯데는 1차전 선발인 장원준을 바로 투입시키며 승부수를 띄웠다.
4회까지 팽팽했던 0의 균형은 5회에 깨졌다. 롯데는 5회초에 조성환의 번트 안타와 문규현의 희생 번트로 만든 1사 2루에서 김주찬의 안타가 나왔으나 조성환이 홈에서 태그 아웃당하며, 2사 2루로 상황이 바뀌었다. 하지만 롯데는 이어진 손아섭의 적시타로 1점을 먼저 기록하였다.
롯데는 이어진 6회초에 이대호가 이영욱의 공을 받아쳐 좌중간을 넘어가는 솔로 홈런(비거리 120m)을 기록하며 2-0으로 달아났다.
반면 SK는 9회말 2사후 박재상의 2루타와 최정의 볼넷으로 2사 1,2루 상황을 맞았으나 박정권이 김사율에게 삼진을 당하며 영봉패를 당했다.

### 5차전
10월 23일 - 사직야구장
| 팀 | 1 | 2 | 3 | 4 | 5 | 6 | 7 | 8 | 9 | R | H  | E | B |
| SK 와이번스 ◄ | 0 | 0 | 0 | 2 | 2 | 2 | 0 | 2 | 0 | 8 | 13 | 1 | 3 |
| 롯데 자이언츠 | 1 | 0 | 0 | 0 | 0 | 3 | 0 | 0 | 0 | 4 | 9  | 1 | 3 |
| 승리 투수: 브라이언 고든 패전 투수: 송승준 세이브: 정우람 홀드: 박희수, 정대현 홈런: SK – 박정권 (송승준 상대로 4회 2점, 크리스 부첵 상대로 6회 2점) |   |   |   |   |   |   |   |   |   |   |    |   |   |

- 시구 : 김원중 (롯데 자이언츠 신인 선수)
- 5차전 MVP: SK 박정권 - 5타수 2안타, 4타점, 3득점
- 플레이오프 MVP: SK 박정권 - 타율 0.381, 21타수 8안타, 3홈런, 6타점
- SK 최다 연속 한국시리즈 진출: 5시즌 연속

5차전 경기는 10월 22일 개최될 예정이었으나 우천으로 하루 연기되었다. 5차전 선발로 롯데는 송승준이, SK는 김광현이 각각 등판하였다.
롯데는 1회말 선두 타자 김주찬의 3루타와 전준우의 2루타로 먼저 1점을 올렸다. 그러나 4회초에 SK는 최정의 안타 이 후 박정권이 송승준을 상대로 우측 담장을 넘기는 투런 홈런(비거리 115m)을 기록하며 SK가 역전했다. SK는 임훈, 정근우, 박재상의 연속 안타와 크리스 부첵의 폭투로 2점을 추가하며 4-1로 점수를 벌려 놓았고, 6회초 박정권이 크리스 부첵을 상대로 다시 우측 담장을 넘기는 투런 홈런(비거리 115m)을 터트리며 달아났다.
이어진 6회말에서 롯데는 전준우의 안타와 이대호의 볼넷으로 만든 무사 1,2루 상황에서 홍성흔의 1타점 적시 2루타를 터뜨려 만든 무사 2,3루 상황에서 다시 강민호의 2타점 적시 2루타가 나오며 6-4로 따라붙었다.
하지만 SK는 8회초 최정의 볼넷과 박정권이 3루 땅볼에서 나온 황재균의 실책, 그리고 김사율의 폭투로 만든 만든 무사 2,3루에서 안치용과 김강민의 연속 안타로 2점을 추가하며, 8-4로 달아나며 승부에 쐐기를 박았다.
플레이오프 MVP로는 3홈런 포함 21타수 8안타 6타점을 올린 SK의 박정권이 선정되었다. 박정권은 2009년 플레이오프 MVP, 2010년 한국시리즈 MVP에 이어 2011년에도 플레이오프에서 MVP를 차지함으로써 3년 연속 포스트시즌에서 시리즈 MVP를 차지하였다.
롯데는  시즌 초반 선수 기용과 관련된 벤치의 시행 착오로 조직력이 흐트러져 한때 꼴찌까지 추락한 데다  큰 경기 경험이  부족했던 탓인지 플레이오프에서 2승 3패로 탈락하여 한국시리즈 진출이 불발됐는데 장원준을 빼면 대부분 선발진이 우완이었던터라 상대의 변칙 타선 앞에 무너지기 일쑤였고 2011년 시즌 도중 외국인 좌완 에릭 스털츠를 영입할 예정이었으나  새 기회를 노리던 스털츠(콜로라도 이적)와 그 가족들의 한국행 난색 표명으로 무산됐으며 스털츠는 성적 부진 뿐 아니라 2011년 6월 2군에서 손가락 부상을 당하여 웨이버 공시된 외국인 타자 가코 대체 선수로 삼성에 올 뻔 했지만 메이저리그행이 확정되면서 좌절됐고 당시 스털츠 자리에는 매티스가 대타로  들어갔다.

## 한국시리즈
한국시리즈에서는 삼성 라이온즈와 SK 와이번스가 7전 4선승제로 대결하여 삼성 라이온즈가 우승하였다.

## 중계 일정
2011년 한국 프로 야구 포스트시즌은 다음과 같은 방송사로부터 중계방송될 예정이다.

### TV 중계

#### 준플레이오프
1차전(10월 8일)
- KBS 2TV(생중계)
  - 방송시간: 13:50 - 17:30
  - 캐스터: 김현태 해설: 이용철
- KBS N 스포츠(KBS2 녹화 중계)
  - 방송시간: 19:10 - 22:50
- MBC 스포츠+(자체 녹화 중계)
  - 방송시간: 19:30 - 23:00
- MBC 라이프
  - 방송시간: 17:30 - 21:00
  - 캐스터 : 정우영 해설 : 양상문
- SBS ESPN(자체 녹화 중계)
  - 방송시간: 17:00 - 19:30
  - 캐스터 : 윤성호 해설 :안경현

2차전(10월 9일)
- SBS ESPN(생중계, 제작)
  - 캐스터: 임용수 해설: 양준혁
- KBS N 스포츠(생중계)
  - 캐스터: 권성욱 해설: 이용철
- MBC 스포츠+, MBC 라이프(생중계)
  - 캐스터: 한명재 해설: 허구연
  - 방송시간(CATV): 13:50 - 18:10
- OBS(생중계) <수도권 로컬>
  - 캐스터: 김준우 해설: 구경백
  - 방송시간: 14:00 - 17:30 (경기 종료 시)

3차전(10월 11일)
- MBC TV(생중계)
  - 캐스터 : 김완태, 해설: 허구연
  - 시청률 : 6.7% (TNMS·전국), 7.6% (AGB·전국), 13.7% (AGB·광주), 9% (AGB·부산)[6]
- KBS N 스포츠(녹화중계)
- MBC 스포츠+, MBC 라이프(녹화중계)
- SBS ESPN(녹화중계)

4차전(10월 12일)
- KBS 2TV(생중계)
  - 캐스터: 유지철 해설: 이용철
  - 방송시간: 17:50 - 21:21
  - 시청률 : 8.1% (AGB·전국)
- KBS N 스포츠(KBS2 녹화중계)
- MBC 스포츠+, MBC 라이프(녹화중계)
- SBS ESPN(녹화중계)

#### 플레이오프
1차전(10월 16일)
- SBS TV(생중계) <G1, CJB, TJB, JTV, KBC, TBC, ubc, KNN, JIBS에서도 방송>
  - 캐스터: 배기완, 해설: 양준혁
  - 방송시간: 13:45 - 18:33[7]
  - 시청률 : 9.6% (TNMS·전국), 9.9% (TNMS·수도권), 10.2% (AGB·전국), 9.6% (AGB·수도권)
- SBS ESPN(SBS 녹화중계)
- KBS N 스포츠(녹화중계)
- MBC 스포츠+, MBC 라이프(녹화중계)

2차전(10월 17일)
- MBC TV(생중계)
  - 캐스터: 한광섭, 해설: 허구연
  - 방송시간: 17:50 - 21:26
  - 시청률 : 9.6% (TNMS·전국), 10.2% (TNMS·수도권), 10.5% (AGB·전국), 9.7% (AGB·수도권)
- KBS N 스포츠(녹화중계)
- MBC 스포츠+, MBC 라이프(녹화중계)
- SBS ESPN(녹화중계)

3차전(10월 19일)
- KBS 2TV(생중계)
  - 캐스터: 유지철 해설: 이용철
  - 방송시간: 17:50 - 21:16
  - 시청률 : 10.6% (TNMS·전국),  10.3% (TNMS·수도권), 11.1% (AGB·전국), 10.3% (AGB·수도권)
- KBS N 스포츠(KBS2 녹화중계)
- MBC 스포츠+, MBC 라이프(녹화중계)
- SBS ESPN(녹화중계)

4차전(10월 20일)
- SBS TV(생중계) <G1, CJB, TJB, JTV, KBC, TBC, ubc, KNN, JIBS에서도 방송>
  - 캐스터 : 배기완, 해설 : 양준혁
  - 방송시간: 17:55 - 21:10
  - 시청률 : 11.2% (TNMS·전국), 11.0% (TNMS·수도권), 11.2% (AGB·전국), 10.1% (AGB·수도권)
- SBS ESPN(SBS 녹화중계)
- KBS N 스포츠(녹화중계)
- MBC 스포츠+, MBC 라이프(녹화중계)

5차전(10월 23일)
- MBC TV(생중계)
  - 캐스터 : 김완태, 해설 : 허구연
  - 방송시간: 13:55 - 18:00[8]
  - 시청률 : 12.3% (TNMS·전국), 14.1% (TNMS·수도권), 12.7% (AGB·전국), 12.6% (AGB·수도권)
- KBS N 스포츠(녹화중계)
- MBC 스포츠+, MBC 라이프(녹화중계)
- SBS ESPN(녹화중계)

### 라디오 중계

#### 준플레이오프
1차전(10월 8일)
- 원음방송 (수도권, 부산, 광주, 전북)
  - 캐스터: 김세원 해설: 한만정
  - 방송시간: 14:00 - 17:15
- 광주MBC 라디오 (광주, 전남 로컬)
  - 캐스터: 류권형 해설: 김종모
  - 방송시간: 14:00 - 17:15
- KNN 라디오 (부산, 경남 로컬)[9]
  - 캐스터: 현승훈 해설: 이성득
  - 방송시간: 14:00 - 17:15

2차전(10월 9일)
- 원음방송 (수도권, 부산, 광주, 전북)
  - 캐스터: 김세원 해설: 한만정
  - 방송시간: 14:00 - 18:00
- 광주MBC 라디오 (광주, 전남 로컬)
  - 캐스터: 류권형 해설: 김종모
  - 방송시간: 14:00 - 17:57
- KNN 라디오 (부산, 경남 로컬)
  - 캐스터: 현승훈 해설: 이성득
  - 방송시간: 14:00 - 17:55

3차전(10월 11일)
- SBS 라디오 (수도권 로컬)
  - 캐스터: 박찬민 해설: 이광권 스튜디오 진행: 김태환(SBS 개그맨)
  - 방송시간: 18:00 - 22:00
- 광주MBC 라디오 (광주, 전남 로컬)
  - 캐스터: 류권형 해설: 김종모
  - 방송시간: 18:00 - 21:00[10]
- KNN 라디오 (부산, 경남 로컬)
  - 캐스터: 현승훈 해설: 이성득
  - 방송시간: 18:00 - 21:24

4차전(10월 12일)
- SBS 라디오 (수도권 로컬)
  - 캐스터: 박찬민 해설: 이광권 스튜디오 진행: 김현정(SBS 개그맨)
  - 방송시간: 18:00 - 22:00
- 광주MBC 라디오 (광주, 전남 로컬)
  - 캐스터: 류권형 해설: 김종모
  - 방송시간: 18:00 - 21:00
- KNN 라디오 (부산, 경남 로컬)
  - 캐스터: 현승훈 해설: 이성득
  - 방송시간: 18:00 - 21:20

#### 플레이오프
1차전 (10월 16일)
- KBS 제2라디오
  - 캐스터: 표영준 해설: 민훈기
  - 방송시간: 13:55 - 18:31
- SBS 라디오 (수도권 로컬)
  - 캐스터: 김환 해설: 안경현 스튜디오 중계: 김태환
  - 방송시간: 14:00 - 18:32
- 부산MBC 라디오 (부산, 경남동부 로컬)[11]
  - 캐스터: 박기홍 해설: 최효석
  - 방송시간: 14:00 - 18:31
- KNN 라디오 (부산, 경남 로컬)
  - 캐스터: 현승훈 해설: 이성득
  - 방송시간: 14:00 - 18:32

2차전 (10월 17일)
- SBS 라디오 (수도권 로컬)
  - 캐스터: 김환 해설: 김상훈 스튜디오 진행: 김현정
  - 방송시간: 18:00 - 22:00
- 부산MBC 라디오 (부산, 경남동부 로컬)
  - 캐스터: 박기홍 해설: 최효석
  - 방송시간: 18:00 - 21:14
- KNN 라디오 (부산, 경남 로컬)
  - 캐스터: 현승훈 해설: 이성득
  - 방송시간: 18:00 - 21:14

3차전 (10월 19일)
- KBS 제2라디오
  - 캐스터: 김관동 해설: 민훈기
  - 방송시간: 17:55 - 21:15
- SBS 라디오 (수도권 로컬)
  - 캐스터: 박찬민 해설: 안경현 스튜디오 진행: 김현정
  - 방송시간: 18:00 - 22:00
- 원음방송 (수도권, 부산, 광주, 전북)
  - 캐스터: 김세원 해설: 한만정
  - 방송시간: 18:00 - 21:20
- 부산MBC 라디오 (부산, 경남동부 로컬)
  - 캐스터: 박기홍 해설: 최효석
  - 방송시간: 18:00 - 21:15
- KNN 라디오 (부산, 경남 로컬)
  - 캐스터: 현승훈 해설: 이성득
  - 방송시간: 18:00 - 21:15

4차전 (10월 20일)
- KBS 제2라디오
  - 캐스터: 이성민 해설: 이용철
  - 방송시간: 17:55 - 21:08
- SBS 라디오 (수도권 로컬)
  - 캐스터: 박찬민 해설: 안경현 스튜디오 진행: 유민상
  - 방송시간: 18:00 - 22:00
- 원음방송 (수도권, 부산, 광주, 전북)
  - 캐스터: 김세원 해설: 한만정
  - 방송시간: 18:00 - 21:10
- 부산MBC 라디오 (부산, 경남동부 로컬)
  - 캐스터: 박기홍 해설: 최효석
  - 방송시간: 18:00 - 21:08
- KNN 라디오 (부산, 경남 로컬)
  - 캐스터: 현승훈 해설: 이성득
  - 방송시간: 18:00 - 21:08

5차전 (10월 23일)
- KBS 제2라디오
  - 캐스터: 표영준 해설: 이용철
  - 방송시간: 13:55 - 18:03
- SBS 라디오 (수도권 로컬)
  - 캐스터: 염용석 해설: 이광권 스튜디오 진행: 박보드레(SBS 개그맨)
  - 방송시간: 14:00 - 18:05
- 부산MBC 라디오 (부산, 경남동부 로컬)
  - 캐스터: 박기홍 해설: 최효석
  - 방송시간: 14:00 - 18:03
- KNN 라디오 (부산, 경남 로컬)
  - 캐스터: 현승훈 해설: 이성득
  - 방송시간: 14:00 - 18:03

## 같이 보기
- 2011년 한국프로야구
- 2011년 한국시리즈